# Халдеева, Галина Викторовна
Халдеева Галина Викторовна (7 октября, 1947 год, Хотиново, Любанский район, Белорусская ССР) — советская, российская оперная певица (меццо-сопрано). Народный артист Республики Башкортостан (1992). Заслуженный артист Башкирской АССР (1980).

## Биография
Халдеева Галина Викторовна родилась 7 октября 1947 года в деревне Хотиново Любанского района Белорусской ССР.
После окончания Гродненского музыкально-педагогического училища поступила в Московскую консерваторию имени П. И. Чайковского, которую окончила в 1974 году (класс профессора А. С. Измайловой).

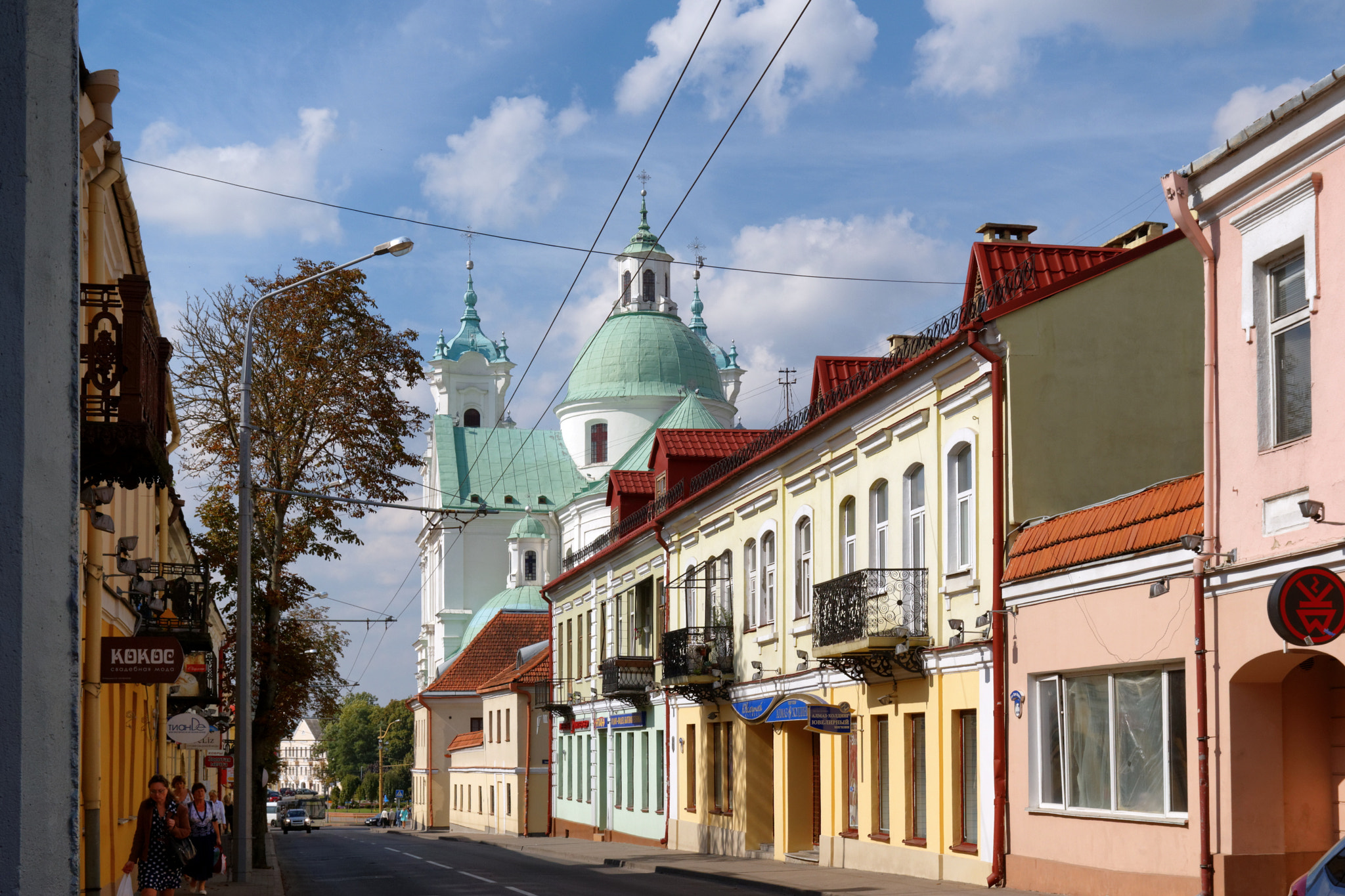
Город Гродно (Белоруссия)

В 1974 году была приглашена на работу в Башкирский государственный театр оперы и балета. Театр переживал период расцвета, молодая солистка с сильным, красивым голосом с широким диапазоном пришлась по душе уфимскому зрителю. Артистизм, сценическое обаяние и выразительность, присущие исполнительскому искусству певицы, запомнились уфимцам надолго.
Основные партии Галины Халдеевой в Башкирском театре оперы и балета: Кармен (одноим. опера Ж.Бизе; дебют, 1974), Амнерис («Аида» Дж. Верди), Любаша («Царская невеста» Н. А. Римского-Корсакова), Ольга («Евгений Онегин» П. И. Чайковского), Кюнбика («Салават Юлаев») и др. В концертном репертуаре вокальные произведения и арии из опер отечественных и зарубежных композиторов, русские романсы. Концертные программы певицы включают произведения эпохи барокко (И. С. Баха, Ф.Генделя, А.Страделлы), венского классицизма (Х. В. Глюка, Й.Гайдна, В. А. Моцарта), разных национальных школ романтизма (И.Брамса, Э.Грига, К.Сен-Санса, Ф.Шуберта, Р.Шумана), современных отечественных композиторов (А.Гаврилина, С.Прокофьева).

Господство мелодического начала является определяющим в выборе ею вокального репертуара, Г.Халдеева исполняет в своих концертах популярную вокальную лирику русских композиторов (М. И. Глинки, С. В. Рахманинова, Н. А. Римского-Корсакова, П. И. Чайковского, творцов старинного русского романса П. П. Булахова, А. Е. Варламова А. Л. Гурилева.

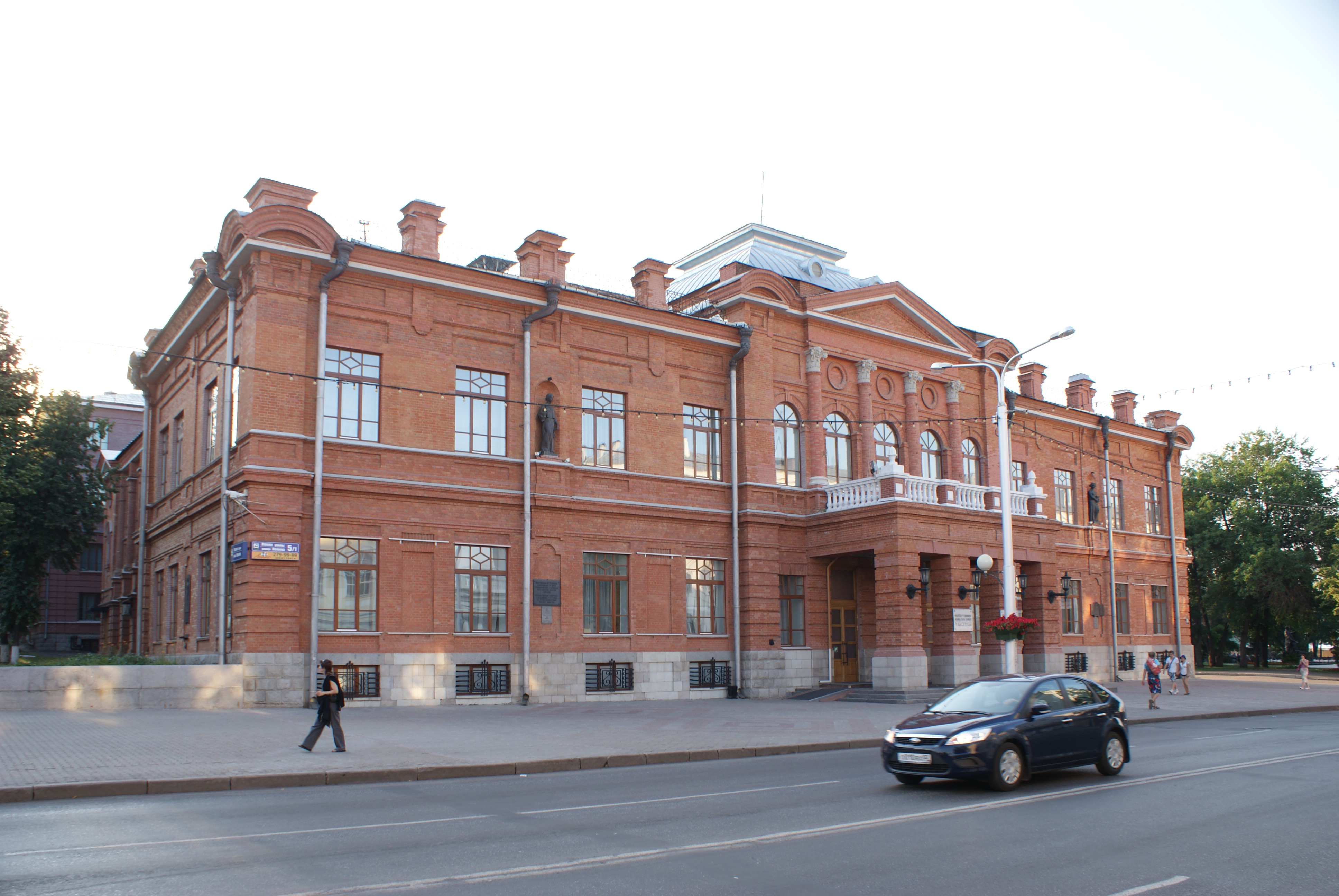
Башкирский театр оперы и балета (Уфа)

Певица уделяет внимание творчеству современных башкирских композиторов, способствуя популяризации их сочинений (песни и романсы З.Исмагилова, Р.Муртазина, Н.Сабитова и др). Г.Халдеева гастролировала в Германии, Польше, Сирии, странах Белоруссии, Узбекистане, её сольные программы с неизмененным успехом звучали в Москве, Санкт-Петербурге, Казани и т.п
В эти годы Галина Халдеева была участницей Фестиваля музыки композиторов Поволжья и Урала (Уфа, 1985), недель дружбы «Башкирия—Галле» (ГДР, 1977, 1979).
Всегда стремящаяся к самосовершенствованию Галина Халдеева в 1986 году стажируется в Большом театре СССР (руководитель А. Ф. Ведерников), выступает в Бетховенском зале Московской консерватории.
В начале 1990-х жизнь Галины Викторовны круто изменилась. В почётном статусе приглашенной солистки она приняла участие в нескольких спектаклях Мариинского театра (Санкт-Петербург), выступала с народными артистами СССР Ведерниковым, Е. С. Мирошниченко, А. Б. Соловьяненко, З. Л. Соткилавой. Халдеева спела в Мариинском партии Амнерис в «Аиде» Дж. Верди, Кончаковны в «Князе Игоре» А. Бородина, Любаши в «Царской невесте» Н. Римского-Корсакова и Элен Безуховой в опере С. Прокофьева «Война и мир».
В 1992 году она приняла приглашение Высшего института музыки Дамаска (консерватории), где проработала преподавателем вокала до 2000 года, а в 2000—2012 годах преподавала в университете Санта- Сприт и государственной консерватории (Бейрут), временами возвращаясь в уже ставшую родной Уфу.
В 2006 году решила выступить на VI Международном конкурсе-фестивале «Музыка без границ», который проходил в литовском городе Друскининкае и заняла первое место. Бейрут вынуждена была покинуть под грохот разрывающихся бомб. Аккомпанировал ей на конкурсе муж- выпускник Московской консерватории, профессор Уфимского института искусств Рустам Губайдуллин.
Певица продолжает поддерживать творческие связи с Уфой, постоянно выступая в концертах и оперных спектаклях.
За большой вклад в развитие культуры Галина Викторовна Халдеева удостоена почётных званий «Народный артист Республики Башкортостан» (1992) и «Заслуженный артист Башкирской АССР» (1980).

## Семья
Муж- пианист, Заслуженный деятель искусств Башкирской АССР (1985), профессор кафедры специального фортепиано Уфимского института искусств Рустам Губайдуллин.
Сын- Марат Губайдуллин — Заслуженный артист Башкортостана (2022) композитор и пианист, лауреат международных конкурсов и государственной премии Сирии «За вклад в развитие академического искусства». Преподаватель Уфимского училища искусств и Уфимской академии искусств, выступает с сольными концертами в городах России и за рубежом.